# Дадиани, Мамиа IV
Мамиа IV Дадиани (? — 1590) — Владетельный князь (мтавар) Одиши (Мегрелии) (1573—1578, 1582—1590).

## Происхождение
Был сыном Левана I Дадиани и его супруги Марех.

## Биография
После смерти в 1572 году отца Мамии Левана I на престол княжества взошел его старший брат Георгий, который выдал их сестру за Баграта, сына царя Имерети Георгия II. Это родство озадачило владетельного князя Гурии Георгия III, поэтому в 1573 году, он привлек на свою сторону Мамию и выдал за него свою сестру Елену. Затем Гуриели напал на Георгия Дадиани близ Зугдиди и разбил его войска. Георгий Дадиани был вынужден бежать в Абхазию, а на престол взошел Мамиа. царь Имерети согласился утвердить подобное положение и вернул Мамии ту часть княжества Сачилао, которая была подвасальна роду Дадиани, «ибо Мамиа тоже был сватом». Спустя время Георгий Дадиани, призвав войска абхазов, джихов (убыхов) и черкесов вторгся в Мегрелию. Мамиа получив от владетеля Гурии военную помощь, разбил брата, и тот снова был вынужден уйти в Абхазию. 
В 1578 году Георгий Дадиани обратился к царю Имерети с просьбой вернуть ему престол Мегрелии. Царь обратился к Гуриели и тот ответил: «Как я развелся с его сестрой и выплатил ему кровную мзду, так и он развелся с моей сестрой. Пусть вернет мою кровную мзду, и я смогу убедить Мамию и учинить его же Дадианом». В качестве гарантии Георгий Дадиани потребовал себе в жены, сестру жены царя Георгия, дочь черкесского князя, и таким образом породнился с царем. Гуриели же в качестве компенсации за развод с его сестрой получил город Хопи — «до тех пор, пока [Гуриели] не получит оттуда достаточного количества золота». Мамиа уступил брату престол, а взамен получил княжество Сачилао. 
 В 1582 году Георгий скончался, и на престол вновь взошел Мамиа. Гуриели выкрал Левана, малолетнего сына Георгия Дадиани, и по наущению Мамии заточил его в крепости Шхепи. «А юноша тот, не вытерпев заточения, выпрыгнул из крепости, пытаясь бежать, и умер». Воспользовавшись этим предлогом, в 1583 году, Мамиа собрал войско и напал на Гуриели. Войска Дадиани одержали победу, и Георгий III Гуриели был вынужден бежать в Стамбул. Затем Мамиа привел Вахтанга Гуриели, и утвердил его Владетельным князем Гурии. 
В 1590 году царь Имерети Леван, обиженный на Мамию, за то, что тот не помог ему в борьбе с картлийским царем Симоном, объявил ему войну. Мамиа Дадиани собрал войска и подступил к Кутаиси. После ожесточенного боя, царь Леван был повержен и пленен. Мамиа увез его в Мегрелию и заточил в крепость Шхети, где вскоре царь умер. В этом же году скончался и сам Мамиа Дадиани.

## Семья

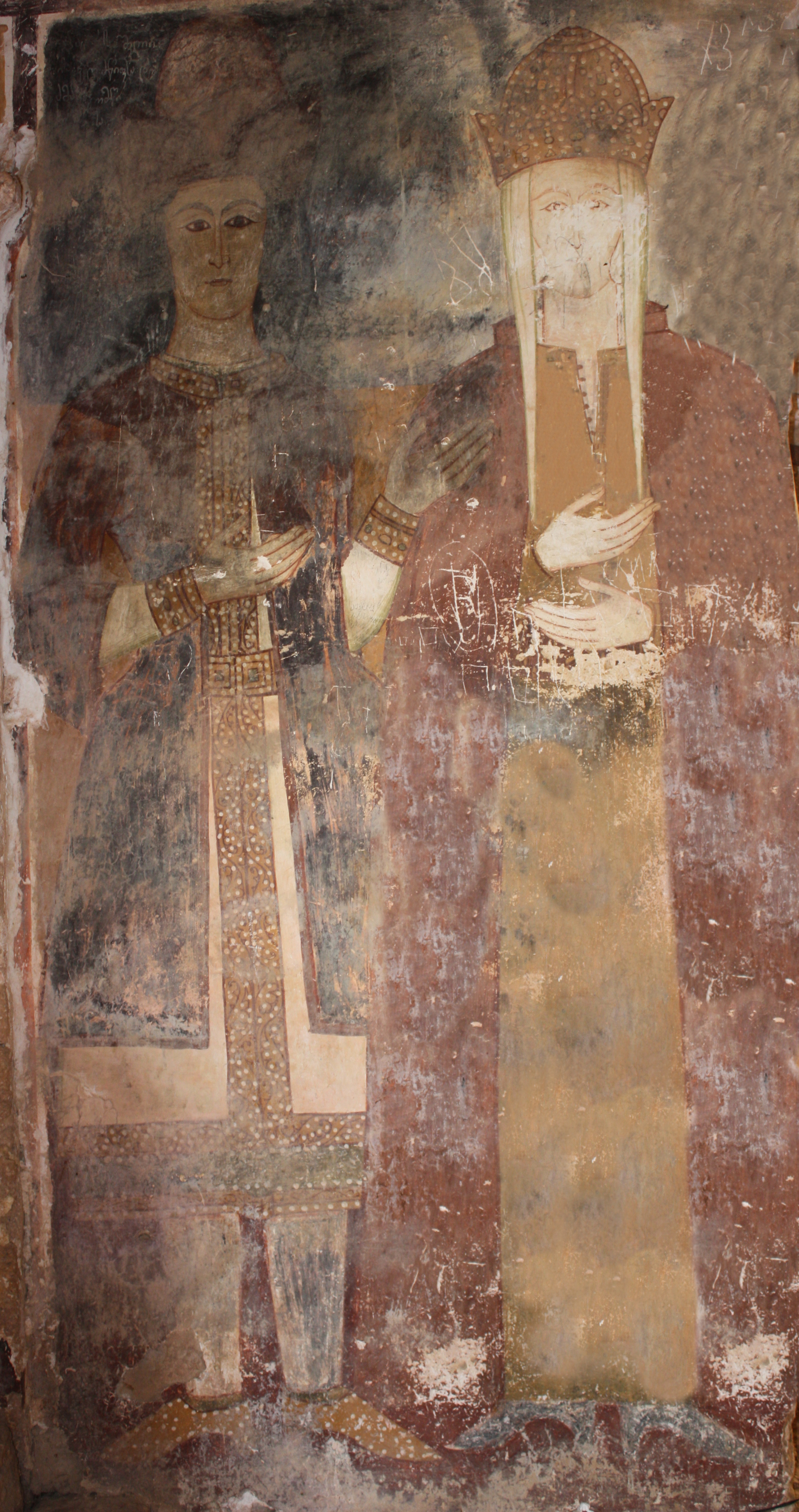
Супруга Мамии Дадиани — княгиня Елена с младшим сыном Ростомом (фреска из Цаленджихского собора)

С 1573 года был женат на Елене, дочери Владетельного князя Гурии Ростома Гуриели. В этом браке родились:
- Манучар I[1][неавторитетный источник], Владетельный князь Одиши (Мегрелии)
- Георгий Липартиани, удельный князь Салипартиано. Регент княжества при малолетнем племяннике Леване II.
- Ростом
- Марех, была замужем за Леваном царем Имерети